# Caitriona Balfe
Caitriona Balfe (* 4. října 1979 Dublin) je irská herečka a modelka, známá především rolí Claire Beauchampové v televizním seriálu Cizinka.
V roce 1999 během svého studia na DIT konzervatoři hudby a dramatu dostala nabídku pracovat jako modelka v Paříži. Byla tváří řetězce H&M a během následujících deseti let pracovala pro Dolce & Gabbanu, Chanel, Moschino, Narciso Rodrigueze a Marca Jacobse, než se vrátila zpátky k hraní.
Ještě před Cizinkou se objevila ve filmech jako Super 8, Podfukáři nebo Escape plan. Hlavní roli získala ve filmech The Beauty Inside, Crush a H+: The Digital Series.

## Životopis
Caitriona Balfe se narodila v Dublinu v Irsku a vyrostla ve vesnici Tydavnet, poblíž Monaghanu v sedmičlenné rodině. Její otec je vysloužilý policejní seržant.

### Modeling
Balfe začala s modelingem, když si jí všiml agent, zatímco vybírala peníze pro charitu v místním nákupním středisku. V 19 letech pracovala jako modelka několik měsíců v Dublinu, a všimla si jí zde modelingová společnost Ford Models, u které získala práci v Paříži. Její kariéra se skládá z módních přehlídek a jiných akcí pro značky jako Chanel, Moschino, Givenchy a Louis Vuitton. Prošla módními přehlídkami známých značek: dvanáct přehlídek pro Dolce & Gabbanu, osm pro Chanel, sedm pro Marc Jacobs, Narciso Rodriguez a Moschino, šest pro Etro, pět pro Armani, Roberto Cavalli, Max Mara, Ann Demeulemeester a Louise Vuittona, čtyři pro Givenchy, Oscara de la Renta, Missoni, Bottega Veneta, Burberry, Alberta Ferretti, Alexandra MxQueena a Emanuela Ungaro a po třech pro Rochas, Christiana Lacroix, Lauru Biagiotti, Cacharel, BCBG Max Azria, Sonia Rykiel, Alessandra Dell'Acqua a Kenzo. Reklamní kampaně dělala pro: Calvin Klein, Levi's, Max Mara, Oscar de la Renta, Bally, Dolce & Gabbana, Moschino, Costume National, Escada, Bottega Veneta, Hush Puppies, Neiman Marcus, BCBG Max Azria, Blumarine, Dries Van Noten, Wellu, Roberto Cavalliho, Victoria's Secret a H&M. Objevila se také na obálce magazínů Vogue, Harper's Bazaar a ELLE. V roce 2002 prošla sedmdesáti třemi módními přehlídkami, devadesáti šesti v roce 2003 a osmdesáti třemi v roce 2004. Na vrcholu své kariéry patřila mezi dvacet nejžádanějších modelek světa.
Mezi další značky, pro které pracovala, patří: Anna Molinari, Anna Sui, Balenciaga, Céline, Chado Ralph Rucci, Chloé, Christian Dior, Diesel, DKNY, Dries Van Noten, Emilio Pucci, Fendi, Gianfranco Ferré, Hugo Boss, Hussein Chalayan, Iceberg, Issey Miyake, Jil Sander, Julien Macdonald, La Perla, Lacoste, Lanvin, Loewe, Michael Kors, Miu Miu, Nicole Miller, Paco Rabanne, Perry Ellis, Roland Mouret, Salvatore Ferragamo, Stella McCartney, Valentino, Viktor & Rolf, a Yohji Yamamoto.
Za svou práci v Miláně si v sezonách 2002 a 2003 vydělala téměř 300 000 dolarů, ale po bankrotu italské agentury Paolo Tomei o všechny svoje výdělky přišla, stejně jako ostatní modelky. Protože modelky jsou dle italského práva považovány za pracující na volné noze, bylo jí jejím právníkem rozmluveno podat na agenturu žalobu. V roce 2009 pak čelila podobné situaci, když pracovala pro firmu BCBG. Firma se napřed začala opožďovat s platbami, nakonec odmítla modelkám platit úplně, přestože je stále držela v zaměstnání. Balfe se rozhodla přestat pro ně pracovat, než dostane svoje peníze. Firma jí nakonec vyhověla.
Svoji kariéru modelky Caitriona Balfe okomentovala: „Modeling nebyl moje vášeň, brzy se mi znechutil. Byla jsem velice frustrovaná.“ Prohlásila, že k modelingu na plný úvazek se už nevrátí. Přesto občasně pracovala s lidmi, se kterými pracovala i dříve, například s fotografem Jamesem Houstonem, který ji v roce 2013 obsadil do seriálu Natural Beauty, kde byla focena v Antilopím kaňonu.

### Hraní

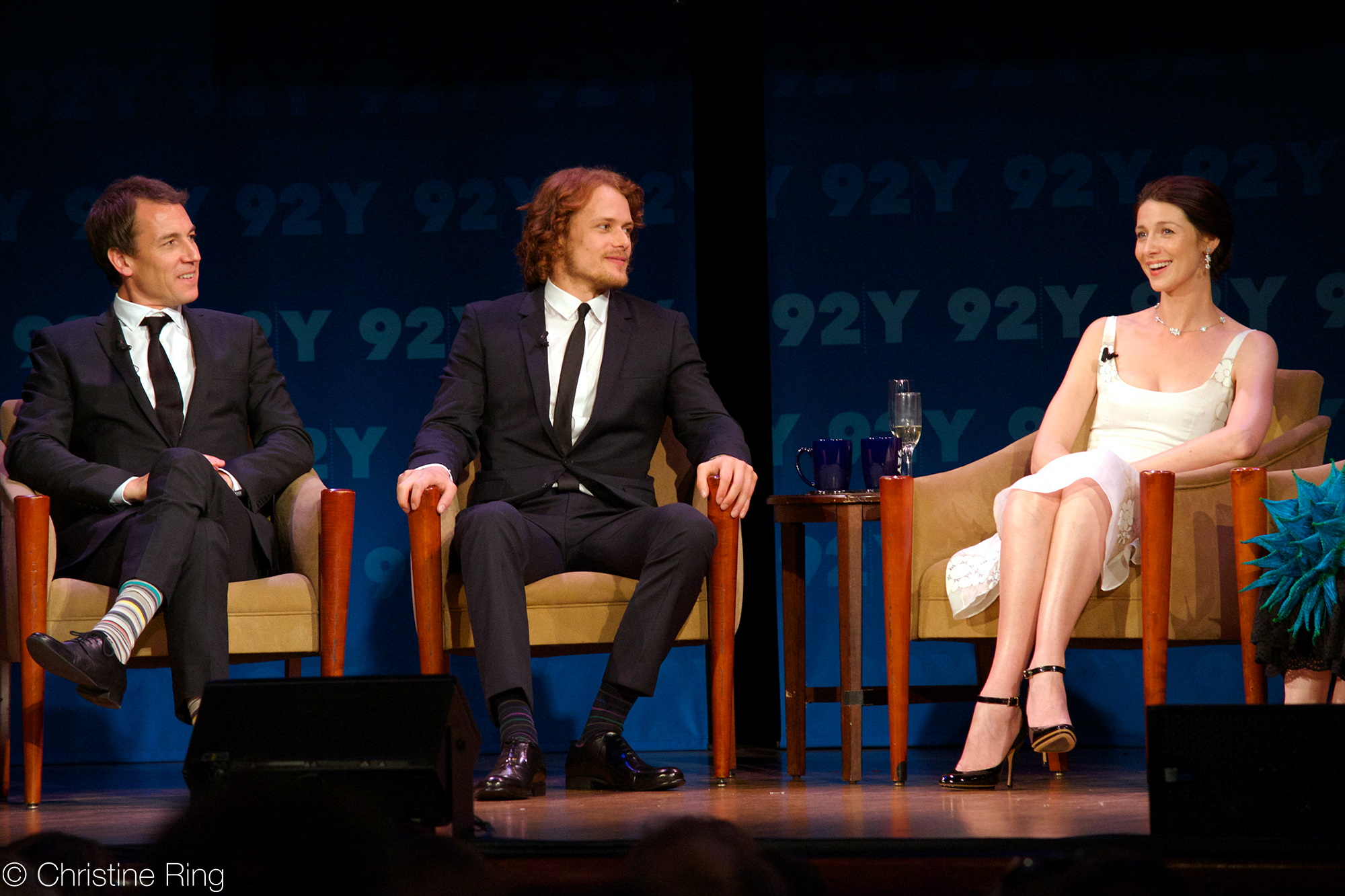
Balfe s herci z Cizinky Tobiasem Menziesem a Samem Heughanem

Během svého pobytu v New Yorku Balfe v roce 2006 hrála ve filmu Ďábel nosí Pradu. V roce 2009 se po deseti letech v modelingu vrátila ke své původní profesi a přestěhovala se do Los Angeles. První rok a půl navštěvovala herecké lekce. Poté se objevila ve filmech Super 8 jako matka hlavního protagonisty, Podfukáři a Escape Plan, kde si zahrála právničku, která najme postavu Sylvestera Stallona.
V roce 2012 ztvárnila Alexe číslo 34 v The Beauty Inside, sociálním filmu rozděleném do šesti epizod, který vypráví příběh muže Alexe (Topher Grace), který se každý den probudí v jiném těle. V roce 2013 hrála v hudebním videích britského muzikanta Bonobo a francouzské skupině Phoenix.
Balfe byla také v letech 2012 a 2013 součástí hlavního castingu webové série H+:The Digital Series společnosti Warner Bros., kde hrála Breannu Sheehan, jednu z ředitelek biotechnologické společnosti vynalézající implantovaný počítač, který umožní lidem být online 24 hodin denně.
V září 2013 byla obsazena do hlavní role televizního seriálu Cizinka, založené na sérii románů od Diany Gabaldon, jako Claire Beaucham Randall Fraser. Seriál měl premiéru v srpnu 2014. Balfe hraje zdravotní sestru, která z poloviny 20. století přecestuje v čase do 18. století na skotské vysočině. Seriál i její herecký výkon byl nadšeně přijat kritiky. Richard Lawson z Vanity Fair řekl: „Balfe je nesmírně půvabnou herečkou a díky ní je Claire temperamentní, rázná a skutečně heroická hrdinka.“ Tim Goodman z Hollywood Reporter napsal, že Balfe je „důvodem, proč se na seriál dívat. Je sebevědomou herečkou, která své postavě vdechuje mnoho vrstev.“ Jeff Jensen z Entertainment Weekly nazval její výkon „skutečně hvězdným“.
V prosinci 2014 zařadil Entertainment Weekly Balfe mezi 12 nově objevených hvězd roku 2014.
Společně s Georgem Clooneym a Julií Roberts účinkovala ve filmu Money Monster (2016) režírovaném Jodie Fosterovou. Balfe hrála ředitelku PR společnosti, která jde ke dnu, způsobí, že ztratí všechny svoje úspory a vezme rukojmí během televizní show. V dubnu byla nominována na cenu Irského filmu a časopis People ji zařadil mezi 50 nejkrásnějších lidí světa. 25. června 2015 vyhrála cenu Saturn jako nejlepší televizní herečka.

## Osobní život
Momentálně žije v Los Angeles, dříve během své práce modelky žila ve Francii, Anglii, Itálii, Německu a Japonsku. Kromě angličtiny mluví francouzsky a irskou galštinou.

## Filmografie

### Film
| Rok  | Název              | Role             | Poznámka                       |
| ---- | ------------------ | ---------------- | ------------------------------ |
| 2006 | Ďábel nosí Pradu   | Clacker          | nezveřejněno                   |
| 2009 | Picture Me         | sama sebe        | Documentární; také producentka |
| 2009 | A Herculean Effort | Emily            | krátkometrážní                 |
| 2011 | Super 8            | Elizabeth Lamb   |                                |
| 2011 | Lust Life          | Aubrie           | krátkometrážní                 |
| 2012 | The Wolf           | Sally            | krátkometrážní                 |
| 2012 | Lost Angeles       | Veronique        |                                |
| 2013 | Crush              | Andie            |                                |
| 2013 | Podfukáři          | Jasmine Tressler |                                |
| 2013 | Plán útěku         | Jessica Miller   |                                |
| 2015 | Cena touhy         | Gabrielle Bloch  |                                |
| 2016 | Hra peněz          | Diane Lester     |                                |
| 2019 | Le Mans '66        | Mollie Miles     |                                |
| 2021 | Belfast            | Ma               |                                |

### Televize
| Rok        | Název                     | Role                               | Poznámka                      |
| ---------- | ------------------------- | ---------------------------------- | ----------------------------- |
| 2010       | The Model Scouts          | samu sebe/mentorka                 | 2. díl, 2. série              |
| 2012       | The Beauty Inside         | Alex #34                           | hlavní role, 5 dílů           |
| 2014–dosud | Cizinka                   | Claire Beauchamp Randall Fraserová | hlavní role, také producentka |
| 2019       | Temný krystal: Věk vzdoru | Tavra (hlas)                       | 9 dílů                        |
| 2019       | The Christmas Letter      | Ellie (hlas)                       | TV film                       |

### Web
| Rok       | Název                  | Role            | Poznámka |
| --------- | ---------------------- | --------------- | -------- |
| 2012–2013 | H+: The Digital Series | Breanna Sheehan | 7 dílů   |

## Ceny a nominace
| Rok  | Projekt                                    | Ocenění                        | Kategorie                              |
| ---- | ------------------------------------------ | ------------------------------ | -------------------------------------- |
| 2014 | BBC America Anglophenia Fan Favorite Award | Žena roku                      |                                        |
| 2014 | Cizinka                                    | Saturn Awards                  | Nejlepší televizní herečka             |
| 2014 | Cizinka                                    | Irish Film & Television Awards | Nejlepší herečka v hlavní roli – drama |
| 2014 | Cizinka                                    | Irish Film & Television Awards | Stoupající hvězda                      |